# Halimeda
Halimeda és un gènere d'algues verdes de la família Halimedaceae. El cos algal (tal·lus) està compost de segments verds calcificats. El carbonat de calci està dipositat en capes, fent-lo immenjable per a la majoria d'herbívors.
Així com passa en altres membres de l’ordre Bryopsidales, els organismes individuals estan fets de cèl·lules individuals multinucleades. Una sola alga pot arribar a formar prats sencers connectada amb petits filaments a través del substrat.
Algunes algues del gènere Halimeda són les responsables d’alguns dipòsits circulars en diferents parts de la Gran Barrera de la costa nord-est de Queensland, Austràlia. En aquest cas concret, les capes d’Halimeda creixen a la cara oest de la part externa dels esculls, on l'aigua rica en nutrients provinent de l'oceà permet la floració de les algues.
Aquest gènere és un dels exemples més ben estudiats d'espècies críptiques a conseqüència de la convergència morfològica amb altres macroalgues marines.

## Taxonomia
- H. bikinensis
- H. borneensis
- H. cereidesmis
- H. copiosa
- H. cryptica
- H. cuneata
- H. cylindracea
- H. discoidea
- H. distorta
- H. favulosa
- H. fragilis
- H. gigas
- H. goreauii
- H. gracilis
- H. heteromorpha
- H. howensis
- H. hummii
- H. incrassata
- H. kanaloana
- H. lacrimosa
- H. lacunalis
- H. macroloba
- H. macrophysa
- H. magnidisca
- H. melanesica
- H. micronesica
- H. minima
- H. monile
- H. opuntia
- H. pumila
- H. pygmaea
- H. renschii
- H. scabra
- H. simulans
- H. stuposa
- H. taenicola
- H. tuna
- H. velasquezii